# اگرتون، کنت
اگرتون کنت (به انگلیسی: Egerton) یک روستا و محله مدنی در بریتانیا است که در Ashford واقع شده‌است. اگرتون کنت ۱۲٫۳۸ کیلومتر مربع مساحت و ۱٬۰۷۳ نفر جمعیت دارد.